# Vergenz (Optik)
In der geometrischen Optik ist die Vergenz der Kehrwert des Krümmungsradius einer Wellenfront. Sie wird in Dioptrien (1/m) angegeben.

## Beispiel Sammellinse
Für ein von einem Punkt ausgehendes (divergentes) Strahlenbündel sind die Wellenfronten kugelförmig, und die Vergenz ist der negative Kehrwert des Abstandes r vom Ausgangspunkt:
{\displaystyle V=-{\frac {1}{r}}\,.}

Die Sammellinse kollimiert das divergente Bündel.

Trifft dieses Bündel auf eine Sammellinse und liegt der Ausgangspunkt im Brennpunkt der Linse, so beträgt die Vergenz unmittelbar vor der Linse:
{\displaystyle V=-{\frac {1}{f}}\,}   ({\displaystyle f} ist die Brennweite der Linse).
Durch die Linse wird das Licht kollimiert, die Strahlen werden parallel, die Wellenfronten eben, die Vergenz null.
Die Änderung der Vergenz von {\displaystyle V_{1}=-{\frac {1}{f}}} auf {\displaystyle V_{2}=0} ist die Brechkraft {\displaystyle D=V_{2}-V_{1}} der Linse. Sie ist
- für Sammellinsen positiv: {\displaystyle D>0}
- für Zerstreuungslinsen negativ {\displaystyle D<0}

und wird ebenfalls in Dioptrien angegeben.

In umgekehrter Richtung wird aus einer ebenen Welle ein konvergentes Bündel.

Trifft umgekehrt eine ebene Welle ({\displaystyle V_{1}=0\,}, parallele Strahlen) auf eine Sammellinse, so erhält das Bündel die positive Brechkraft D der Linse als Vergenz: unmittelbar hinter der Linse gilt:
{\displaystyle V_{2}=D=+{\frac {1}{f'}}>0\,.}
Positive Vergenz bedeutet Konvergenz: Die Strahlen des Bündels laufen auf einen Fokus zu, der sich im Abstand {\displaystyle f'} hinter der Linse befindet.

### In der Umgebung eines Fokus

Krümmung der Wellenfronten beim Durchgang durch einen Fokus, geometrisch-optisch (rot) bzw. wellenoptisch (blau).

Bei der Annäherung an den Fokus steigt die Vergenz immer schneller an. Das Konzept der Vergenz ist aber nur sinnvoll in Dimensionen weit oberhalb der Wellenlänge. An einem Fokus hat die Vergenz rechnerisch eine Polstelle, das heißt, sie divergiert und wechselt ihr Vorzeichen: gegen den Brennpunkt hin würde sie positiv unendlich, danach negativ unendlich.
Beim Gauß-Strahl der Wellenoptik dagegen steigt die Krümmung der Wellenfronten zunächst mit der Vergenz an, wird aber dicht am Fokus wieder kleiner. Beim Durchgang durch den Fokus ändert sich die Krümmung stetig von positiv zu negativ, d. h. unmittelbar im Schnittpunkt der Strahlen der geometrischen Optik sind die Wellenfronten eben. Genügend weit hinter dem Fokus stimmt die Vergenz wieder mit der Krümmung der Wellenfronten überein (beide negativ).

## Tabelle einiger Fälle
|                                                            | Sammellinse: Brechkraft {\displaystyle {\begin{aligned}D=V_{2}-V_{1}&>0\\\Leftrightarrow V_{2}>V_{1}\end{aligned}}} | Sammellinse: Brechkraft {\displaystyle {\begin{aligned}D=V_{2}-V_{1}&>0\\\Leftrightarrow V_{2}>V_{1}\end{aligned}}} | Zerstreuungslinse: Brechkraft {\displaystyle {\begin{aligned}D=V_{2}-V_{1}&<0\\\Leftrightarrow V_{2}<V_{1}\end{aligned}}} | Zerstreuungslinse: Brechkraft {\displaystyle {\begin{aligned}D=V_{2}-V_{1}&<0\\\Leftrightarrow V_{2}<V_{1}\end{aligned}}} |
| ---------------------------------------------------------- | --- | --- | --- | --- |
| {\displaystyle V_{1}=0,} d. h. eingehender Strahl parallel | {\displaystyle V_{2}>0,} d. h. ausgehender Strahl konvergent                                                        | {\displaystyle V_{2}>0,} d. h. ausgehender Strahl konvergent                                                        | {\displaystyle V_{2}<0,} d. h. ausgehender Strahl divergent                                                               | {\displaystyle V_{2}<0,} d. h. ausgehender Strahl divergent                                                               |
| {\displaystyle V_{1}=0,} d. h. eingehender Strahl parallel | an der Linse: {\displaystyle {\begin{aligned}r&=f'\\\Rightarrow V_{2}&={\frac {1}{f'}}\end{aligned}}}               | am Fokus: {\displaystyle {\begin{aligned}r&\to 0\\\Rightarrow V_{2}&\to +\infty \end{aligned}}}                     | an der Linse: {\displaystyle {\begin{aligned}r&=-f\\\Rightarrow V_{2}&=-{\frac {1}{f}}\end{aligned}}}                     | im Unendlichen: {\displaystyle {\begin{aligned}r&\to -\infty \\\Rightarrow V_{2}&\to -0\end{aligned}}}                    |
| {\displaystyle V_{2}=0,} d. h. ausgehender Strahl parallel | {\displaystyle V_{1}<0,} d. h. eingehender Strahl divergent                                                         | {\displaystyle V_{1}<0,} d. h. eingehender Strahl divergent                                                         | {\displaystyle V_{1}>0,} d. h. eingehender Strahl konvergent                                                              | {\displaystyle V_{1}>0,} d. h. eingehender Strahl konvergent                                                              |
| {\displaystyle V_{2}=0,} d. h. ausgehender Strahl parallel | am Fokus: {\displaystyle {\begin{aligned}r\to -0\\\Rightarrow V_{1}\to -\infty \end{aligned}}}                      | an der Linse: {\displaystyle {\begin{aligned}r=-f\\\Rightarrow V_{1}=-{\frac {1}{f}}\end{aligned}}}                 | im Unendlichen: {\displaystyle {\begin{aligned}r\to \infty \\\Rightarrow V_{1}\to +0\end{aligned}}}                       | an der Linse: {\displaystyle {\begin{aligned}r=f'\\\Rightarrow V_{1}={\frac {1}{f'}}\end{aligned}}}                       |